# پسابندر
پَسابندر (به انگلیسی: Hinterland)، به زمین‌های واقع در پشت بندرگاه‌ها گفته می‌شود که نقش پشتیبانی و تأمین و رساندن کالاهای صادراتی به بندرگاه و پخش و جذب کالاهای وارداتی از بندر را عهده‌دار باشند. این شهرها و زمین‌ها به وسیله سیسیتم‌های حمل و نقل نظیر جاده، ریل، آبراه داخلی و … به یک بندر وصل می‌شود و مردم آن سرزمین‌ها کالاهای مورد نیاز خود را از آن بندر وارد یا کالاهای صادراتی خود را از آن بندر صادر می‌کنند.
پسابندر یک بندر را می‌توان به پسابندر رقابتی یا پسابندر انحصاری تقسیم‌بندی کرد.